# Stenachroia elongella
Stenachroia elongella är en fjärilsart som beskrevs av George Francis Hampson 1898. Stenachroia elongella ingår i släktet Stenachroia och familjen mott. Inga underarter finns listade i Catalogue of Life.